# Arnaud Binard
Pour les articles homonymes, voir Binard.
Arnaud Binard, né le 18 janvier 1971 à Bordeaux, est un acteur, réalisateur et producteur de cinéma français connu principalement pour ses rôles dans de nombreuses séries télévisées romantiques ou policières à succès,, telles que Sous Le Soleil, Groupe Flag, Alice Nevers : Le juge est une femme, Agathe Koltès, Chérif ou encore Empreintes criminelles. Il fait également des apparitions dans des productions majeures du monde anglophone telles que Guidestones, Modern Family ou Emily in Paris. Au cinéma, il apparait notamment dans Grande École de Robert Salis (2004),, À l'aventure de Jean-Claude Brisseau (2009) et Aux armes, etc. de Laure Hassan (2015).

## Biographie

### Jeunesse
Arnaud a grandi dans la station balnéaire de Seignosse-le-Penon où ses parents, professeurs de sport, géraient les anciens bassins publics d’eau de mer. Passionné de surf, il déclara :  
« Adolescent, les vagues étaient une obsession. J’en rêvais toutes les nuits. Je voyais les surfeurs de mon village comme des dieux vivants. Mes parents m’avaient appris très tôt à nager dans les vagues, mais mon père refusait de me voir pratiquer ce sport de routards enfumés. Il a fini par céder, mais nous avions déjà déménagé dans le Lot-et-Garonne, loin de la côte. La frustration fut intense. » Sud-Ouest, juillet 2017. 

### Formation
Au lycée de Marmande, Arnaud se porte volontaire pour former une troupe de théâtre, accompagné de ces nombreux camarades (D.B, S.C, E.H, F.C) répondant à la demande du professeur de littérature pour tenter de « conjurer [s]a grande timidité ».Il débute au théâtre à l'âge de quatorze ans et explore pendant plusieurs années différentes facettes du jeu d'acteur : « le plaisir de jouer ne m'a plus quitté. » Il poursuit son aventure théâtrale à Bordeaux, où il entame également des études pour devenir professeur d’éducation physique. Du répertoire classique au théâtre de rue en passant par l’improvisation, il prolonge son parcours en s'installant à Paris en 1996 pour suivre le cours Jean Darnel au théâtre de l'Atelier et commence sa carrière sur les planches au milieu des années 1990.

### Carrière
Un de ses 1e grand rôle est celui d'Emmanuel , dans la série Sous le soleil; il travaille devant la caméra surtout pour la télévision et le cinéma : Le Dernier Seigneur des Balkans (Arte), Le juge est une femme (l'un de ses rôles les plus importants) (TF1), Le Ciel sur la tête (France 2), Maison close (Canal+) ou Empreintes criminelles (FR2) pour la télévision ; Leïla de Gabriel Axel, À l’aventure de Jean-Claude Brisseau, ID : A de Christian Christansen au cinéma. 
En 2007, pendant six mois, il retrouve le théâtre avec le personnage de Mitchel Green dans Une souris verte mise en scène par Jean-Luc Revol au théâtre Tristan Bernard.  
En 2014, la série Guidestones marque ses débuts outre-atlantique, il y incarne le personnage de Brooklyn Cott dans la deuxième saison.
En novembre 2014, Arnaud Binard fonde la société de production audiovisuelle Atelier K-plan.
De 2016 à 2019, il joue le rôle du capitaine Fontaine, dans la série Agathe Koltès, diffusée sur France 3. En 2017, dans une  interview accordée à Paris Match, il déclare que « la série s'interroge sur la place des femmes dans la société ».

## Filmographie

### Acteur

#### Cinéma
- 1998 : Les Kidnappeurs de Graham Guit : Rufus
- 1999 : Superlove de Jean-Claude Janer : Stéphane
- 2001 : Leïla de Gabriel Axel : Nils
- 2004 : Grande École de Robert Salis : l'entraîneur de water-polo
- 2009 : À l'aventure de Jean-Claude Brisseau : Greg
- 2014 : ID : A de Christan E. Christiansen : Pierre
- 2018 : Croc-Blanc d'Alexandre Espigares

#### Télévision
- 1995 : Le Miracle de l'amour de Jean-François Porry : Greg (épisodes 91 à 95)
- 1998 : Sous le soleil d'Olivier Brémond et Pascal Breton : Manu (saisons 3 et 4)
- 1999 : Manatea, les perles du Pacifique : Antoine Coste
- 2002 : Florence Larrieu : Le juge est une femme de Charlotte Brändström : Denis Wuygans (saison 7, épisode 3 : L'ami d'enfance)
- 2002 : Mortes de préférence de Jean-Luc Breitenstein : Docteur Antoine Moser
- 2002 : Duelles : Thomas Verdi (épisode Secret meurtrier)
- 2002 - 2004 : Groupe flag de Michel Alexandre : Rémi Castano (saisons 1 et 2)
- 2002 - 2007 : Alice Nevers : Le juge est une femme : lieutenant Sylvain Romance (saisons 2 à 5)
- 2003 : Valentine d'Éric Summer : Grégoire
- 2004 : Lune rousse de Laurent Dussaux : Cayatte
- 2005 : Le Dernier Seigneur des Balkans : Zulfikar Bey
- 2006 : Le Ciel sur la tête de Régis Musset : Jérémy
- 2007 : Mystère de Malina Detcheva et Franck Ollivier : Xavier Mayer / Alexandre Roger
- 2007 : Fort comme un homme de Stéphane Giusti : Franck
- 2009 : Joséphine, ange gardien de Jean-Marc Seban : Hadrien (saison 12, épisode 4 : Les braves)
- 2010 : Les Toqués de Laurence Katrian : Simon (épisode Allô Mars, ici Vénus)
- 2010 : Maison close : Francis Arnoult
- 2011 - 2012 : Clem d'Emmanuelle Rey Magnan et Pascal Fontanille : Bruno (saisons 1 et 2)
- 2011 : Empreintes criminelles de Stéphane Drouet, Olivier Marvaud et Lionel Olenga : Pierre Cassini
- 2012 : La Nouvelle Maud de Marc Kressmann, Carine Hazan, Emmanuelle Rey-Magnan et Pascal Fontanille : le capitaine Marc Soubeyran (saison 2)
- 2012 : Section de recherches d'Éric Le Roux : Nicolas Farrel (saison 6, épisode 2 : À la dérive)
- 2013 : Enquêtes réservées de Jérôme Portheault : Docteur Sébastien Lerner (épisode Dose létale)
- 2014 : Boulevard du Palais de Christian Bonnet : Coutanceau (épisode Mort d'un salaud)
- 2014 : Le Sang de la vigne de Marc Rivière : Hugo Basler (épisode Vengeances tardives en Alsace)
- 2014 : Mongeville de Bruno Garcia : Maxime Vinet (épisode Mortelle mélodie)
- 2014 : Guidestones (en) de Jay Ferguson : Brooklyn Cott (web-série, saison 2)
- 2015 : Chérif de Lionel Olenga, Laurent Scalese et Stéphane Drouet : lieutenant Pascal Garnier (saisons 2 à 4)
- 2016 : La Stagiaire de Christophe Campos : Nicolas Delaunay (saison 1, épisode 3 : Repose en paix)
- 2016 : Elles... Les Filles du Plessis de Bénédicte Delmas : avocat de la défense
- 2016 - 2019 : Agathe Koltès de Mélina Jochum et Frédéric Videau : Capitaine Fontaine
- 2017 : Meurtres en Auvergne de Thierry Binisti : Étienne Romagnat
- 2017 – en cours : Quartier des Banques de Stéphane Mitchell : Alexandre Grangier
- 2018 : Les Innocents de Frédéric Berthe : Procureur Vidal
- 2018 : Les Disparus de Valenciennes d'Elsa Bennett et Hippolyte Dard : Mickaël Tortois
- 2018 : Une mère sous influence d'Adeline Darraux : Paul
- 2018 : Un bébé pour Noël d'Éric Summer : Raphaël
- 2018 : Les petits meurtres d'Agatha Christie : Louis Rodier
- 2019 : La Dernière Vague de Rodolphe Tissot : Julien Lewen
- 2020 : Maddy Etcheban de René Manzor : Vincent Lartigue
- 2020 : Modern Family : Guy (saison 11, épisode 13)
- 2020 : Meurtres à Pont-L'Évêque de Thierry Binisti : Franck Roussel
- 2021 : Mortelles calanques de Claude-Michel Rome : Quentin Achard
- 2021 : Camping Paradis : Renaud (saison 12, épisode 3 : Les bikers au camping)
- 2021 : Les Invisibles de Chris Briant et Axelle Laffont : Diego (saison 1, épisode 6 : Garenne)
- 2021 : Emily in Paris de Darren Star : Laurent Grateau (épisodes 2 - 10)
- 2022 : Petit ange de Christian Bonnet : Arthur
- 2022 : Alice Nevers, le juge est une femme : Lieutenant Sylvain Romance (saison 19, épisode 2 : Cavalcades 2e partie)
- 2022 : Cassandre de Jérôme Portheault : Rémy Vernier (saison 7 épisode 2 : Zone blanche)
- 2022 : Bellefond d'Émilie Barbault & Sarah Barbault : Christophe Ajard (saison 1, épisode 1)
- 2023 : Cannes police criminelle de Camille Delamarre : Maxime Beauregard (épisode 2 Coup de poker)
- 2024 : Brocéliande de Bruno Garcia : Maxence
- 2024 : R.I.P. Aimons-nous vivants ! de Frédéric Berthe : Michel
- 2024 : Marianne : Alain Ratier (saison 2, épisode 1 : Boules de nerfs)
- 2026 : Cat's Eyes : Michaël Heinz (saison 2)

### Réalisateur
- 2001 : Passage en caisse (court-métrage)

## Distinctions
- 2002 : Prix de la révélation et découverte pour Mortes de préférence au Festival de la fiction TV de Saint-Tropez[12]